# Coppa Italia Primavera 2007-2008
La Coppa Italia Primavera 2007-2008 è stata la trentaseiesima edizione del torneo riservato alle squadre giovanili iscritte al Campionato Primavera. Il detentore del trofeo era la Juventus.
La vittoria finale è andata alla Sampdoria per la prima volta nella sua storia.